# Rusty Nail (cocktail)
Il Rusty Nail (letteralmente: chiodo arrugginito) è un cocktail ufficiale IBA a base di Drambuie e Scotch whisky. Appartiene alla famiglia dei Duo e Trio cocktail.

## Composizione
- 4,5 cl di Scotch whisky
- 2,5 cl di Drambuie (liquore al miele)

## Preparazione
Porre gli ingredienti direttamente in un bicchiere di tipo Old fashioned con ghiaccio ed aggiungere una scorza di limone arrotolata (lemon twist in inglese).

## Varianti
Il Rusty Nail servito senza ghiaccio è anche detto Straight Up Nail.

## Cultura di massa
Il Rusty Nail è uno dei cocktail preferiti di Jimmy "Saul Goodman" McGill e, nella serie Better Call Saul lo si vede spesso prepararne e berne uno.